# Commissario europeo della Slovenia
Il commissario europeo della Slovenia è un membro della Commissione europea proposto al Presidente della Commissione dal Governo della Slovenia.
La Slovenia ha diritto ad un commissario europeo dal 1º maggio 2004, data della sua adesione all'Unione europea.

## Lista dei commissari europei della Slovenia
| Commissario    | Competenza           | Commissione      | Periodo        | Partito      |
| -------------- | -------------------- | ---------------- | -------------- | ------------ |
| Marta Kos      | Allargamento         | von der Leyen II | 2024-in carica | Indipendente |
| Janez Lenarčič | Gestione delle crisi | von der Leyen I  | 2019-2024      | Indipendente |
| Violeta Bulc   | Trasporti            | Juncker          | 2014-2019      | SMC          |
| Janez Potočnik | Ambiente             | Barroso II       | 2010-2014      | LDS          |
| Janez Potočnik | Scienza e ricerca    | Barroso I        | 2004-2010      | LDS          |
| Janez Potočnik | Allargamento         | Prodi            | 2004           | LDS          |